# 桑原草太
桑原 草太（くわはら そうた、8月6日 - ）は、日本の漫画家。関東在住。女性。血液型はO型。2005年に、「NOCTURNE」でスクウェア・エニックスマンガ大賞準大賞を受賞してデビュー。イラストレーターとしても活動している。ニコニコ動画 でもイラストを手がけている。

## 作品
- NOCTURNE（スクウェア・エニックスマンガ大賞準大賞受賞作 ガンガンパワード2005年冬季号）コミックス未収録
- Flower Joker（読み切り作品、ガンガンパワード2005年夏季号）コミックス未収録
- スマイル・ゲーム（読み切り作品、月刊少年ガンガン2007年1月号）紅心王子1巻に収録
- 紅心王子（初連載、月刊少年ガンガン2007年5月号 -2015年4月号）全18巻
- ココロ君色 サクラ色（まんがタイムスペシャル2008年2月号・3月号〈読み切り〉、2009年5月号 - 2010年1月号、4月号 - 12月号〈隔月連載〉、後にまんがタイムLovelyに移籍〈2011年3月号 - 6月号、毎月連載〉、更にまんがタイムファミリーに移籍〈2011年11月号 - 2014年12月号、概ね隔月連載〉）全3巻
- はにらび！（シリーズ読み切り作品、ARIA2010年9月号、2011年9月号、2012年11月号、2013年6月号、8月号、10月号、12月号）全1巻およびドラマCD付き特装版全1巻